# けいおん!の登場人物
けいおん!の登場人物では、かきふらいの4コマ漫画作品『けいおん!』およびそれを原作としたテレビアニメ、映画、ゲームの登場人物について解説する。
漫画のみに該当する事項は「原作」と表記する。2011年から約1年間連載が再開された漫画の事項は、コミックスの表記に準じて『まんがタイムきらら』版を「college」、『まんがタイムきららキャラット』版を「highschool」とする。 誕生日、血液型、身長、体重は京アニ制作である設定資料集が初出であり、原作元来の設定ではない。

## 軽音部

### 放課後ティータイム
「放課後ティータイム」（略称HTT）は、平沢唯・秋山澪・田井中律・琴吹紬によるバンドである。のちに新入生の中野梓が加わる。バンドの雰囲気はまったり系。大学版（college）でも梓を除く4人のバンド名となる。
平沢唯（ひらさわ ゆい）
声 - 豊崎愛生
桜が丘高校在籍、1年3組→2年2組→3年2組→N女子大学教育学部
パート：リードギター、メインボーカル、コーラス、作詞
本作の主人公。11月27日生まれ（射手座）。身長は156cm。血液型はO型。体重は50kg。髪は茶色のボブカット。黄色のヘアピンで右の前髪を留めている。1学年下の憂の姉。
天然でドジっ娘気質。普段はのんびり屋で温厚だが、自分の好みやこだわりに関しては神経過敏な面もある。感情が顔に出やすい半面、見栄っ張りでもあり、優柔不断でもある。
勉強は苦手だが、1つの物事に真剣に取り組むと目覚ましい成果を挙げることが可能で、学校の追試や大学入試もパスした。その反面で、1つのことを極めるとそれまで身につけていたことを忘れてしまう。運動音痴であり、体を動かすことは苦手としている。
軽音部に入部するまでは知識や演奏経験が皆無の音楽初心者だった。最初は軽音楽を簡単な「軽い音楽」と勘違いして入部してしまい、一度は実情を知って入部を辞退しかけたが、澪たちの演奏に心を動かされて入部を決意した。ギターを始めてわずか3カ月程で、合宿中の他メンバーを惹きつける程の演奏をし、1年後の新歓ライブでは梓を心酔させるほどの演奏をした。カセットテープに収録されていた「DEATH DEVIL」の楽曲を1度聞いただけで完コピしてしまう他、スイッチが入っている時は澪や梓をも納得させる、所謂天才型ギタリスト。高校3年間でギターに打ち込み、絶対音感と相対音感という天性の素質を持っていたこともある。
メインボーカル兼MCを担当するが、トークが冗長になったり歌詞や歌うこと自体を忘れたりする。
家族は父親、母親、1学年下の妹である憂との4人家族。憂とは現在に至るまで仲がよい。
一年後輩の梓は妹である憂の友人。
和とは、幼稚園からの幼なじみ。知り合ったきっかけは「本能的に頼れる人物と感じた」と澪は推測している。
「かわいい」という理由だけでギブソン・レスポール・スタンダードを自分のギターに選び、「ギー太」と名付けて添い寝をする、服を着せるなど溺愛している。その反面、前述の知識不足が原因でギターの「メンテナンス」を長期間怠った結果、メンテナンスのために持っていった楽器店店員にビンテージギターかと皮肉られるほど傷めてしまう。価格は25万だったが、5万しか持ち合わせがなかった。しかし、買った楽器屋が紬の父の関連事業で紬の値引きの懇願に店員も社長の娘さんの頼みという理由から断ることが出来ず、大幅値引きの5万で購入する。
暑いのも寒いのも苦手。特に夏はクーラーも苦手で、用事がないときは家で寝転がっており、冬はこたつに入っていることが多い。後輩の梓のことを溺愛しており、「あずにゃん」とあだ名を付けて呼んだり抱きつくなどの過剰なスキンシップが日常茶飯事で、キスをせまろうとして梓に手形がつくほどのビンタをされたこともある。テレビシリーズでは幼少期から「しめじ」や「ドアノブ」などのロゴが入った特徴的な服を部屋着として着用している。
collegeでは大学の教育学部に在籍しているが、これはさわ子に憧れて教師を目指しているためである。恩那組の晶には一方的にライバルのように扱われているが、唯本人は「かわいい」と言って抱きつくなど仲はよい。
卒業旅行の行き先を決めるあみだくじを全てヨーロッパにするインチキをして自作の顔を描いた紙を顔に貼り付けられるペナルティを受ける。しかし、旅行先に決まったロンドンもヨーロッパなので結果希望は叶っている。しかし、本人はロンドンもヨーロッパなのを知らなかった。
家事は苦手で全て憂に任せっきりだが、憂が風邪を引いた時はお粥を作る。
秋山澪（あきやま みお）
声 - 日笠陽子
桜が丘高校在籍、1年2組→2年1組→3年2組→N女子大学
パート：ベース、ボーカル、メインコーラス、作詞
1月15日生まれ（山羊座）、左利き。身長は160cm。血液型はA型。体重は54kg。長い黒髪ストレートが特徴。前髪は姫カットにしている。3年2組在籍時の出席番号は1番。
人見知りが激しい一方、寂しがり屋でもある。痛い話題や怖い話題が苦手な繊細な性格。小学生のころは引っ込み思案で友人も少なく、本ばかり読んでいた。律と出会ってからは人見知りが緩和され、律の提案で男口調で話す大人びた性格になっている。趣味は写真を撮ることであり、写ることに関しては得意ではない様子。
前述の性格が原因で人前に出るのが苦手なため、ライブの前は極度に緊張して動揺する。それを克服するため、紬の父の企業が経営する喫茶店で唯たちとバイトをしたが、結局は接客業に免疫がついただけだった。しかし、追い詰められれば何でもできる性格で、ライブや劇なども何とか完璧にこなせた。テレビシリーズでは律の説得もあり、自分から一歩進んで前に出るようになり、夏フェスを積極的に楽しんだりしている。なお、テレビシリーズでは気弱な性格面がより強調されると同時にコミカルな一面を見せることが多い。
他のメンバー同様に緩やかに過ごしているが、メンバー内では真面目な性格であり、比較的練習に重きを置くしっかり者。幼馴染で親友の律の度が過ぎたイタズラや言動に対してはゲンコツでの制裁が定番で、律以外ではさわ子にもゲンコツした事がある。律のボケにツッコミを入れることが多いが自身がボケた際には逆に律からツッコまれる。
部長である律に代わって実質的なリーダーシップを発揮することもあり、梓から尊敬の眼差しを受ける要因の1つになっている。
当初文芸部への入部を希望していたが、律に強引に軽音部に連れて行かれ、結局そのまま入部することになった。曲名や歌詞において独特なセンスを持ち、この傾向は、後述される小学4年生のときに書いて賞をもらった作文にも表れている。
目立つので普段は嫌がっているが唯に不測の事態が起きた場合や卒業する曽我部のため、テレビシリーズでは応援してくれるファンクラブのためにボーカルも兼ねることもあった。律によれば彼女のボーカルは評判がよい。一年生の時に文化祭の時に転んでパンツを晒して恥ずかしい思いをしたこともある。そのころ、前生徒会長によって「澪のファンクラブ」が作られた。
自身のベースはフェンダー・ジャズベースの左利き用モデル。悩みに悩んだうえようやく購入を決心したこともあり、相当な愛着を持っている。唯に「ベース」にちなんで「エリザベス」と名付けられた。
卒業旅行の行き先にロンドンを提案。ロンドン行きが決まった時は子供の様にはしゃいで喜びを表している。
田井中律（たいなか りつ）
声 - 佐藤聡美
桜が丘高校在籍、1年2組→2年2組→3年2組→N女子大学
パート：ドラムス、サブコーラス
本作の準主人公。8月21日生まれ（獅子座）。身長は154cm。血液型はB型。体重は48kg。桜が丘高校軽音部時代は入学時点で部員がいなかったため、1年時から部長を務めた。唯、紬、さわ子からは「りっちゃん」と呼ばれている。茶色の前下がりショートカットに黄色のカチューシャをし、おでこを出している。冬季制服では（原作では冬場を除いて）ボタンの前を空けてブラウスの裾を出している。
軽音部メンバーの中で唯一、最初から軽音部に入部することを決めていた。指でちまちまするような細かい楽器が苦手という理由からドラムを担当する。機種はヤマハ・ヒップギグで、シンバル類はZildjian（ジルジャン）を使用している。テレビシリーズでは憧れのドラマーとして、過激なパフォーマンスで有名な「ザ・フー」のキース・ムーンの名を挙げている。ドラムの腕に関しては活きが良くパワフルとのことだが、走り気味だと評されることも多く、同じリズム隊である澪はリズムをキープするのが大変だと語っている。唯と同様、部活でほとんど練習しようとしないため梓や澪によく怒られる。
澪と同様ボーイッシュな口調で話し、振る舞いはストレートかつ大雑把。とても社交的な性格で、部内の空気を明るく盛り上げることもあれば、周囲への細やかな気配りも忘れず、軽音部のことをきちんと考える部長らしい一面も見せる。唯とは馬が合い、ともにボケをかましたりハメを外し過ぎて周りの人間達によくツッコミや説教を入れられており、澪からは殴られることさえある。前述の大ざっぱな性格もあって、よく部活動に必要な届出を忘れては澪や和に叱られている。澪をいじることが多いが、逆にいじられたり振り回されたりすると弱く、澪がいなくなると寂しがるなど繊細な一面もある。テレビシリーズでは原作に比べ、周囲にツッコミを入れる描写が多い。
方向音痴で京都での修学旅行では「よし、付いて来い」と自信たっぷりに進むも元居た場所に戻っていた。
テレビシリーズ第2期では大ざっぱでちまちましたことが苦手な反面、ミシンは苦手でもボタン付けが得意・軽音部メンバーに手料理を振る舞ったりと、家庭的な一面も描かれている。
澪とは小さいころからの幼馴染で、音楽性の違いなどで衝突をすることもあり、彼女へのいじりの度が過ぎるとゲンコツで制裁を受けたりもするが、親友といえるほど仲が良く、互いが別の誰かと仲良くするのを意識する様子も作中に描かれている。小学4年生のときに、澪が自分の書いた作文を全校集会で発表する状況になった際、恥ずかしがり屋の彼女のために発表に備えて2人で特訓したことを機に親しくなる。
髪の色や長さは唯とほとんど変わらず、前髪を下ろすと区別がつきにくくなるため、公式サイトでは注意書きが記載された。本人は前髪を下ろした自分の姿にあまり自信がないらしく、自宅にいるときや大学に進学後はゴムを使って前髪を頭のてっぺんで縛っている。
持ち運びが困難なドラムス担当のため、テレビシリーズや映画版で学内以外で演奏をする際はその場にあるドラムスを借りて演奏していることが多いが、ドラムスティックだけは持ち歩いている。
collegeでは恩那組の菖と同じ学部になり、ドラマー同士であることもありすぐに意気投合した。
琴吹紬（ことぶき つむぎ）
声 - 寿美菜子
桜が丘高校在籍、1年2組→2年2組→3年2組→N女子大学
パート：キーボード、サブボーカル、コーラス、作曲
7月2日生まれ（蟹座）。身長は157cm。血液型はO型。体重は53kg。半円状の太い眉毛が特徴。おまけ漫画では、この眉毛が実はたくあんであるという設定のもと、シュールなギャグが展開されている。髪はウェーブのかかった（本人によるとパーマではなく癖っ毛）ロングヘアで、金髪に近いほどの明るい色をしている。肌の色は、原作では他のメンバーと変わらないが、テレビシリーズではより色白に描かれている。
大企業の社長令嬢で家には執事がおり、各地に別荘を所有する。唯がギターを購入したレコード・楽器店の「10GIA」や、軽音部員が一時期アルバイトをしていた喫茶店は父の企業に属している。
通称「ムギ（ちゃん）（先輩）」。
性格はおっとりとして温厚。基本的にお嬢様らしい丁寧な言葉遣いである。軽音部の緩い雰囲気にも問題なく適応するノリのよさもあるが、唯や律とは違い、悪ノリすることは少ない。だが、内面は怖い一面を垣間見せており、行きつけの楽器屋に25万円のギターを値切ったり、無言で威圧して修理代を無料にさせるなど、楽器屋も社長の娘である紬には頭が上がらないようである。そのほか、原作では澪との電話中に話しかけてきた執事を「斉藤!!今電話中なのよ、静かになさい!!」と怒鳴りつけていた。
成績は澪と同じぐらい優秀。
合唱部に入るつもりで訪ねた軽音部の部室で、澪と律の駆け引きを気に入り、軽音部に入部。当初は他のメンバーより一歩引いた位置から見守り、唯たちとのやり取りを見て楽しんでいることが多かった。しかし時間の経過とともに、自分から進んでそういうやり取りにるなど、面白いと思うこと・やりたいと思うことをどんどん実行に移す積極的で好奇心旺盛な面を見せるようになった。テレビシリーズでは「庶民の文化」やそれを含めた「普通」への憧れがさらに強調されている。ホームセンターに行った時便利グッズに感動して色々買う。修学旅行のホテルの部屋で枕投げを仕掛ける等。また、女の子同士の掛け合い、百合に興味を持っている描写がある。
自分の家柄を自慢することはしないが、お嬢様育ちゆえの価値観のずれから他の部員を戸惑わせることもある。映画版では、他の軽音部のメンバーが自分の楽器（律はドラムのスティックのみ）を持っていくことを羨ましく思い、数日後には日本からロンドンに愛用のキーボードを空輸してもらっている。collegeでは、大学生になって自立しようと琴吹家に学費以外の仕送りを断ってアルバイトに明け暮れようとする描写がある。
4歳のころからピアノを習っていてコンクールでの受賞歴もあり、キーボードの腕は確か。キーボード以外では梓のムスタングに興味を持ち、後に梓の指導でギターを習い、梓に上達の早さを評価される。さらにテレビシリーズでは軽音部オリジナル楽曲はすべて紬が作曲したという設定になっている。
テレビシリーズでは自宅でカメを数匹飼っており、梓と共にトンちゃんの世話係を買って出る。
部活の時間をティータイム化した根源とも言える存在で、1つ最低5万円はする食器をはじめとしたティーセットと他の企業から頂いている超高級品のお菓子を部室に持ち込み、部員や来客に自ら振る舞う。collegeでは、寮に住んでいることから、ティーセットや高級お菓子を用意できないため、自分で購入した菓子類を仲間に振る舞っている。
外見や言動は可愛らしい少女そのものであるが、キーボード（TRITON Extreme 76key 約17kg）をソフトケースに入れ肩に担いで登校する、唯が思わず取り落としそうになるほど重いアンプやドラムセットも軽々と運ぶなど人並み外れた強い腕力があり、いけずを言った晶をビンタでぶっ飛ばしたこともある。テレビシリーズではサスペンス好きな一面も覗かせている。
highschoolでは、琴吹家に住んでいる菫を軽音部へ向かわせるため、ティーセットを回収させるという口実を作って音楽室に向かわせ、軽音部に入部させている。
普段は使わないが関西弁が得意。修学旅行で金閣寺に行った際、「鹿苑寺って言うねんて」と関西弁で話して唯達に感心された。
中野梓（なかの あずさ）
声 - 竹達彩奈
桜が丘高校在籍、1年2組→2年1組→3年時不明
パート：リズムギター、サブコーラス、highschoolではボーカル、リードギター
11月11日生まれ（蠍座）。身長は150cm。血液型はAB型。体重は46kg。小柄な体格で、若干青みがかった黒髪のロングツインテールが特徴。
唯たちが桜高軽音部に所属していた時の唯一の後輩。唯たちの1学年下で憂とは同学年。唯たちの卒業後は律の後を継いで、部長に就任。友人は、唯の妹の憂とジャズ研所属の鈴木純で、休み時間は三人で話をしたり、休日出掛けたりと非常に仲が良い。特に憂は先輩である唯の妹なので唯の軽音部での振る舞い等不満を漏らしてアドバイスをもらっている。また軽音部の卒業旅行に同行する時、憂から「お姉ちゃんを宜しくね」と頼まれている。
highschoolでは主人公。
真面目な性格で澪と並び、軽音部の緩い雰囲気を引き締める常識人。しかし、毎回緩い雰囲気に呑まれてしまい、これで良いのかと悩む。若干シニカルで毒舌家な面もあり、律の陰口を叩いていたところを本人に聞かれてしまい、お仕置きを受けたこともある。両親がジャズバンドをやっていた影響で小学生のときさんにでからギターを学んでいるため、入部した時点でも演奏技術は確かなものがあり、知識もある程度持っている。そのため、ジャズ研の純からの評価も高い。
新入歓迎ライブを見て感動し、さらに唯の演奏に憧れて入部したが、あまりにも技術面に弱すぎたため、逆に梓が彼女にそれらを教える立場になっている。そして、軽音部でも部員をまとめようとする澪のことを次第に慕うようになる。澪と律と友人の純からは「梓」、紬と友人の憂からは「梓ちゃん」と呼ばれるが、唯には「あずにゃん」の愛称で呼ばれている。本人は「変なあだ名をつけてくる」と言って、その呼ばれ方はあまり気に入っていない様子。唯にはかわいがられており、そのことに困惑する中で唯に対して率直に物を言ったりしているが、彼女が熱を出したときには非常に心配するなど唯を慕う気持ちもまったく冷めていない。また唯たちの大学の合格祈願のために、お賽銭に千円札を使って心の底から全力で祈っており、先輩想いな一面を見せていた。一部の曲でリードギターを担当する。
入部当初はその性格から、部内の緩んだ雰囲気をよく思っておらず、「こんなんじゃだめです！」と思わず激昂してしまう。その後も練習したいという考えは変わらないものの、次第に唯たちと打ち解け、いつしか自身の後輩の新入部員が入部しなくても5人だけでいいと言えるほどに軽音部への愛着を見せるようになる。しかし、先輩が3年生になると後輩は自分だけなので「来年は私だけ」と先輩4人の卒業を憂い、淋しく思う場面が多々見られる。
本人はギターにムスタングを使用する理由について「手が小さいので、ネックが細いものを選んだ」としている。また唯が澪のベースに「エリザベス」と名付けた際に、自分のギターをムスタングという機種名から「むったん」と名付けた。
いじられたりからかわれたりすると突然激高することも。また唯がそのリアクションを非常に気に入っているため、さまざまな手段でいじられる。音楽に対しては、前述のように唯はじめ先輩らを眩しがらせるほどのひたむきさを持っている。勉強やスポーツなどの成績はそこそこ良い。
非常に日焼けしやすい体質。夏場は日焼け止めを塗ってもすぐ肌が浅黒くなり、そのたびに周囲に「誰?」と聞かれる。また、髪を下ろすと澪にそっくりである。
映画版では3学期の期末試験終了後の5連休を使って唯たちの卒業旅行に同行し、旅行のスケジュールプランもまとめた。
『highschool』では唯たちの卒業後、軽音部の部長を引継ぎ、憂と純が入部するも、さわ子の「4人いなければ廃部」の事実を知り、入部者を集めるべく、新入生歓迎会において弾き語りを行うが、散々な結果に終わり、自らのふがいなさに落ち込んだ。斉藤菫、奥田直が新入部員として軽音部に入り、廃部は免れ新バンド「わかばガールズ」を結成した。また、合宿でさわ子のボイストレーニングを受けて弾き語りも上達し、わかばガールズのボーカルとして活動することになる。
当初は「唯先輩たちが驚くようなクラブにしてやる」と髪型を澪のマネをするなど意気込んでいたが、後輩たちに正面から向き合うのを忘れ気持ちだけが空回りしてしまい、唯たちがいた頃に比べ、少々コミカルになっている。また、部活で悩んだときにはよく唯に相談している。しかし、昨年のライブDVDを見たときの菫と直の反応を見て「自分は何をやっていたんだろう」と感じ、「放課後ティータイムよりもいいバンドを作る」ことより「わかばガールズの部長として活動する」ことを決意した。

#### ディスコグラフィ

##### シングル
| 通算                       | 発売日             | タイトル           | 順位               |
| 『桜高軽音部』名義         | 『桜高軽音部』名義 | 『桜高軽音部』名義 | 『桜高軽音部』名義 |
| -------------------------- | ------------------ | ------------------ | ------------------ |
| 1                          | 2009年4月22日      | Cagayake!GIRLS     | 4位                |
| 2                          | 2009年4月22日      | Don't say "lazy"   | 2位                |
| 3                          | 2009年5月20日      | ふわふわ時間       | 3位                |
| 『放課後ティータイム』名義 |                    |                    |                    |
| 4                          | 2010年4月28日      | GO!GO!MANIAC       | 1位                |
| 5                          | 2010年4月28日      | Listen!!           | 2位                |
| 6                          | 2010年6月2日       | ぴゅあぴゅあはーと | 4位                |
| 7                          | 2010年8月4日       | Utauyo!!MIRACLE    | 3位                |
| 8                          | 2010年8月4日       | NO,Thank You!      | 2位                |
| 9                          | 2010年9月8日       | ごはんはおかず/U&I | 3位                |
| 10                         | 2011年12月7日      | Unmei♪wa♪Endless!  | 5位                |
| 11                         | 2011年12月7日      | Singing!           | 4位                |

##### アルバム
| 通算           | 発売日         | タイトル                    | 順位         | 備考                               |
| ミニアルバム   | ミニアルバム   | ミニアルバム                | ミニアルバム | ミニアルバム                       |
| -------------- | -------------- | --------------------------- | ------------ | ---------------------------------- |
| 1              | 2009年7月22日  | 放課後ティータイム          | 1位          | 『放課後ティータイム』名義         |
| 2              | 2012年1月18日  | 放課後ティータイム in MOVIE | 4位          | 『放課後ティータイム』名義         |
| フルアルバム   |                |                             |              |                                    |
| 1              | 2010年10月27日 | 放課後ティータイムII        | 1位          | 『放課後ティータイム』名義         |
| ベストアルバム |                |                             |              |                                    |
| 1              | 2013年3月20日  | K-ON! MUSIC HISTORY'S BOX   | 10位         | CD-BOX、活動期間のほぼ全音源を収録 |

### わかばガールズ
「わかばガールズ」は、唯たちの卒業後、梓が軽音部の部長を引き継ぎ結成したバンドである。全員が何かと初めてのことが多い初心者であることから命名される。放課後ティータイムから引き続き在籍する梓と、新しく憂と純の三年生が入部、後輩で新一年生の菫、直の2人が入部し部員数が5人となる。
中野梓（なかの あずさ）
唯たちの卒業後、軽音部の部長となった。
平沢憂（ひらさわ うい）
声 - 米澤円
桜が丘高校在籍、1年2組→2年1組→3年時不明
パート：ギター
2月22日生まれ（魚座）、身長154cm、体重50kg、血液型はO型。
唯の2歳年下の妹（ただし早生まれのため学年は1学年下）。姉の唯がだらけがちなのと対照的に、面倒見がよく、真面目で礼儀正しい性格。唯と同じ桜が丘高校に進学した。
唯が在学中は部活はしておらず折に触れて唯たちの活動をサポートしていたが、唯たちの卒業後、純と共に軽音部に入部。パートはギターを担当する。
説明書をきちんと読み、数日練習しただけでギターを唯よりもうまく弾きこなして周りを驚かせるなど真面目で飲み込みが早い。それに加えて成績も優秀で、1学年上であるはずの姉に試験勉強を教え、赤点を回避させている。梓のギターと純のベースに合わせてオルガンを弾いたこともある。軽音部に入部後もギター経験者の梓やさわ子が驚くほどのその天才ぶり（奥田直が作曲した指が6本ないと弾けないパートを普通に弾いた）を発揮する。
家事に関しても万能で、留守がちな両親に代わって家事をこなすなど、非常に「出来た子」。だらけ癖のある姉の唯のフォローが絶えず、「しょうがないなぁ」と言いつつも仲が良いので姉の世話に関して愚痴を漏らした事は一度もない。実に生真面目で、自身が体調を崩したときに唯にヘルプされて家に来た軽音部のメンバーにお茶を出そうとするほど。また律から「憂ちゃんを家にくれ」と言われ、軽音部のメンバーからも真面目さを感心される。しかし、本質的には唯と同様に無邪気で人懐っこい面もあり、和のことも人前ではさん付けで呼んでいるが、それ以外では幼いころと変わらず「和ちゃん」と呼んでいる。
highschoolでは、紬に代わって、部活のティータイムのときに、自分で焼いたケーキや洋菓子などを軽音部のメンバーに振る舞っている。
バッティングセンターにて、隣でバットを振っていた客を見よう見まねで真似したところホームランを出したという逸話もある。
唯の笑顔を見ることに幸せを感じており、だらけた唯の面倒を積極的に見るなど姉思いの優しい妹。姉妹仲は「溺愛」といって差し支えないほど極めて良好。
唯と離れて暮らすようになってからはある程度干渉を控えている様子がうかがえる。卒業後の進路も考えて決めると言っており、さわ子に「何が何でもN女子大に行くと思ってたわ」と驚かれた。
髪型は幼少時からいつもポニーテールにしているが、髪を下ろすと外見は唯と瓜二つ。唯が風邪をひいて、身代わりに唯に変装してほかの軽音部メンバーの前に現れたときには、胸のサイズの違いで見破ったさわ子以外、誰も憂だと気付かなかった。
collegeとhighschoolの両方に、写真や回想、カメオを除いて、1エピソードに関わるかたちで登場した唯一のキャラクターである。
鈴木純（すずき じゅん）
声 - 永田依子
桜が丘高校在籍、1年時不明→2年1組→3年時不明
パート：ベース
憂と同じ中学出身の友達で、のちに憂と一緒に桜が丘高校に進学した。愛称は「純ちゃん」で、大学生の兄、淳司がいる。
憂とともに一度は軽音部に見学に来ていたが、個性の強すぎるメンバーがいる軽音部の雰囲気に圧倒されて入部しなかった。一方で、学園祭では放課後ティータイムのステージの良さに顔を赤らめて驚いたり、澪に憧れているような描写がされたりしている。同じクラスの梓とは非常に仲がよい。梓や憂から話を聞くうちに軽音部に羨望の意思を示すようになる。
ベースをやっているのは澪に憧れているため（兄の淳司の影響もある）。使っているベースは中古で、お金を貯めて購入している。2年生のときに梓から軽音部に誘われた際は、唯たちが卒業して部員が梓1人だったら入ろうかと答えており、最終回の唯たちの卒業後はその言葉通り、憂とともに入部した。一方、テレビシリーズではジャズ研究部に入部しており、1年の後輩が複数いる。内部競争の激しいジャズ研で鍛えられ、ベースの腕前はなかなかのもの。
また、焦茶色のショートカットの髪をツインテールにしているが、相当な癖っ毛で、家族以外の人前では髪の毛をほどくのを躊躇しており、朝の髪の爆発具合でその日の天気と湿度が分かる。唯が修学旅行に行って、一人で寂しがっている憂の家に梓と一緒に泊まりに行った際に、梓から苦言を呈されるほどマイペースすぎる一面も。
highschoolでは、冒頭で悩む梓と憂を諭したり、ライブが近く焦っている梓を遠目に「悩んだ所で自分たち以上の力を出せるわけないのにね？」と不思議がるなど、達観している一面がうかがえる。
梓と憂と一緒に学校へ受験対策の補習に行ったとき、純だけは赤点の補習だとさわ子が思い込んだことに対して甚だ心外だった様子だが、成績の詳細は不明。
兄の淳司とは仲が良く、淳司のことを「あっちゃん」と呼ぶ。純と同じくベースをやっている淳司のマンションでたびたびベースを教えてもらっており、一緒の所を梓たちに目撃された際には、おめかししたように髪を降ろし、腕を組んでいたことから、彼氏とのデートだと勘違いされた。

#### 「highschool」のみの登場キャラクター
わかばガールズの後輩として登場。
斉藤菫（さいとう すみれ）
パート：ドラムス
唯たちの学年が卒業した後に桜が丘高校に入学してきた1年生。梓、憂、純の後輩であり、直とは同級生でクラスメイト。セミロングの金髪に碧い目をした、外国人のような見た目（実際は外国人）が特徴。
梓たち3人が三年生となった始業日の放課後、軽音部の部室に残っていたティーセットの棚を強引に回収しようとしていた現場を3人に見つかるが、そこから軽音部との交流を持ち、以降はたびたび部室に足を運ぶようになる。その後、梓が弾き語りをした新歓ライブの翌日「こんな部活なら入部してもいいかもしれない」の言葉を聞いた梓たちに確保され、入部となった。
実は紬の実家である琴吹家に代々仕える斉藤家の子供で、琴吹家に住んでいるが、当初は梓たちにそのことを隠していた。菫は琴吹家での身分を「居候」と思っており、紬のことも「お嬢様」と呼んでいる。最初に部室のティーセットの棚を動かそうとしていたのも、紬に「新学期が始まる前にティーセットを片付けるように」と指示をされていたためである。だが、これらのことは軽音部に入って多くの経験と楽しい思い出を作れた紬が、内向的な菫にも自分と同じ経験をさせようと、ティーセットを回収するという口実を作って音楽室に向かわせ、入部のきっかけになってほしいと紬がさわ子に頼んでいたためである。
菫と紬は本当の姉妹のように仲がよく、琴吹家で英才教育を受け他の子供と遊ぶ機会がなかった紬にとって菫は唯一の同年代の遊び相手であり、紬の高校入学前までは、菫は紬を「お姉ちゃん」と呼んでいたほど。紬も卒業時には、さわ子に菫のことを「来年入学する妹」と言っていた。
紬同様お茶の入れ方がうまく、さわ子が絶賛するほどの腕前を持っている。また、さわ子が持っていたメイド服を「下級生が着るもの」と思い込み、自主的に着ている。
なお、菫が金髪で碧い目をしているのは、斉藤家の元来はオーストリア人で、琴吹家が日本に連れてきて改名させたためと菫は言っているが、詳細は不明。
ドラムを始めたきっかけは、ストレス発散になりそうだから。
同級生でクラスメイトの直とは当初、直の独特の雰囲気から馴染めず「奥田さん」と呼んでいた。梓たちが修学旅行で二人になったとき、勇気を出して「お互い呼び捨てで呼んではどうか?」と言い、以降「直」と呼べるようになって友情が深まり、奥田家へ泊まりがけで遊びにいったりするようにもなった。
梓、直からは「菫」、さわ子からは「菫ちゃん」と呼ばれるが、憂と純からは見た目がそれっぽい（外国人っぽい）という理由で、憂からは「スミーレちゃん」、純からは「スミーレ」と呼ばれている。
奥田直（おくだ なお）
パート：DTM、PA、作詞、作曲
唯たちの学年が卒業したあとに桜が丘高校に入学してきた1年生。梓、憂、純の後輩であり、菫とは同級生でクラスメイト。ショートヘアに赤い眼鏡と髪止めをしているのが特徴。
梓が弾き語りをした新歓ライブの日、軽音部に体験入部をした生徒。しかし楽器はすべてにおいて初心者であり、梓たちを驚かすほど楽器を不適切に扱ってしまう行動をとるが、全部活の体験入部後、一番できそうだからという理由で軽音部に入部する。入部後一度退部しようとするも、引き止めたさわ子の勧めでパソコンで音楽を作るソフトの「DTM」を知り、直も「これなら私でもできる」と退部を思いとどまった。以降はDTMで作曲を始めて音楽への興味がかなり強まったようで、夏休みの短期間で10曲作る、梓のために作詞をする、学園祭ライブでPAエンジニアとして活躍するなど、裏方的な支えをしている。
一度、わかばガールズのボーカル候補として名前が上がり、直自身も歌うことは大好きで引き受けようとしたが「一度、弟たちとカラオケに行ったが、それ以降誘っても断られている」ということで、梓と純にマイクを取りあげられてしまう。
天才肌で万能な憂のことが当初非常に気になっており、直は憂のことをロボットのように認識していた。その後、雨の日の放課後、憂と一緒になり、憂が傘を忘れた人に貸すための傘を持ってきておきながら自分の傘を忘れていたことなどから憂も普通の女の子なのだなと認識を改めた。しかしそれでも憂には敵わないと言っている。
独特な雰囲気を持っているため、同級生でクラスメイトの菫や、先輩である梓たち3人は当初、直のことを「奥田さん」と呼んでおり、下の名前を菫は忘れかけ、梓たちは知らずにいた。その後、菫は自身の考えから、部長の梓は後輩たちとスキンシップをはかるため、「直」と呼び捨てするようになり、憂と純にも「直と呼ぶように」と指示した。
母親が外へ働きに出ているため（父の存否は不明）、彼女が家事や弟たちの世話をしている。

### 光が丘女子高校軽音同好会→軽音部

#### 主要人物（部員）
「けいおん！」シリーズの間接的な続編「けいおん！Shuffle」（今までのシリーズとは高校、主要人物が異なる）に登場する光が丘女子高校の軽音サークルメンバー（部員）。高校は私立の女子高で学食がある。サークル名は紫・楓・真帆が入部した当初は在来部員が莉子しかおらず正式な部でなく「軽音同好会」であった。しなの・夏音の復帰、新入生のリサ・蘭花による入部と手品部の廃部で正式な「部」（軽音部）に昇格、部室・部費なども新たに支給される事になった。
佐久間紫（さくま ゆかり）
1年⇒2年
パート：ドラム
「けいおん！Shuffle」の主人公。淡い色のボブカットの髪で、たれ目。3人の中で一番背が低い。
桜高軽音部の文化祭ライブを聞いて、「軽音楽部に入部してロックバンドをやりたい！」と一緒に観覧していた親友の楓を誘い、所属する学校の「軽音同好会」に入部する。
ドラムを選んだのは、特に軽音部のドラム（田井中律）の影響を受けたためであった。
姉や真帆からぞんざいな扱いを受けることが多い。
姉の制服を着て桜高に行き、唯たちと顔を合わせたことがある。
見た目はおっとりしているが、実は秀才である。
清水楓（しみず かえで）
1年⇒2年
パート：ベース
ウェーブのかかった黒髪をポニーテールにしている。つり目で、3人の中で一番背が高い。
親友の紫とともに桜高軽音部の文化祭ライブで、ベース（秋山澪）に感動して紫に共鳴、同じく「軽音同好会」に入部。
唯と同じく天然系なところがある。寝坊や忘れ物が多い。かなりの力持ちで、ライブの際人混みで前が見えない紫を両手で抱きかかえる描写がある。。
紫にはかなわないが、学校の成績は上位。
澪の演奏に感動するが、最初は自ら楽器を演奏するとは思っていなかった。
澤部真帆（さわべ まほ）
1年⇒2年
パート：ギター
茶色の長い髪を、左耳の上で輪をつくるように結んでいる。
紫・楓の同級生。軽音部に入りたい二人に「軽音同好会ならある」と不用意な発言をしたため、道連れになる形で入部することになった。紫に対しては厳しい発言をする。
紫・楓にはかなわないが、学校の成績は上位。
バスケ部員で、軽音同好会とかけ持ちすることになった。
紫の姉を「破天荒な人」だと思った。
なお、入部当初は「同好会」であったので掛け持ち可能であったが、「部」昇格にあたりかけもちが学校ルールでは不可能ではないかと思われた。「バスケ部はやめたくない」という彼女に対してリサ・蘭花に「軽音楽部を退部されるのではないか」と思われたが、担任教諭に「軽音楽部もやめたくない、バスケ部もやりたい」と訴えると、「どちらも続けて宜しい」と言われ、引き続き両方の部に所属。
佐藤莉子（さとう りこ）
2年⇒3年
パート：不明
普段、眼鏡を着用している。
軽音同好会の代表ではあるが、紫・楓・真帆が入部するまで、彼女一人の部員だったらしい。
部長なだけあって、軽音楽（ロック）の知識に詳しい。
曲を1度聴いただけでパート毎の譜面を作れる。
岩崎しなの（いわさき しなの）
2年⇒3年
パート：ギター
長い黒髪と太い眉毛が特徴。
ハイテンションで気さくな性格。「気合！」「楽器の練習は筋トレと同じ」が口癖。。
夏休みに海外短期留学してそのまま消息不明になったが、紫たちが入部した直後に復帰した。
山本夏音（やまもと かの）
2年⇒3年
パート：ベース
セミショートヘアー。大人しめ。
しなのと疎遠になっていた（と思い込んでいた）ところで紫達と出会い、しなのと和解したくて相談に持ちかけた。。
すぐしなのと和解し、1年間1人で練習していた事を告白。腕前は確かだが、しなのと一緒にバンドをやる自信がない模様。
川辺リサ（かわべ りさ）
1年
パート：ボーカル
ツインロングヘアー。ギャル風。
軽音同好会のライブに感化されて入部。すぐ紫と仲良くなれるコミュ力があり、真帆を振り回している。。
ファッションにこだわっており、楓のヘアアレンジをしたりなどメイク上手な一方、とてもマイペースな性格。
大竹蘭花（おおたけ らんか）
1年
パート：ギター
ショートヘア。クールな性格。
リサと共に軽音同好会（特に真帆）に憧れて入部。自分からギターを購入する位影響を受けていた。。
真面目に練習していて上達も速い。実はコンタクトレンズをつけている。見た目で誤解されがち。

#### その他
嶋田花凛（しまだ かりん）
色黒でつり目で、八重歯がある。
バスケ部員で真帆の友人。本人の台詞から、真帆とは割と頻繁に昼食をともにする仲。
紫・楓・真帆に楽器店店員からのアドバイスを勧め、店員に的確に伝えている。
佐久間胡桃（さくま くるみ）
紫の姉。天才肌だが典型的なボケタイプである。
桜高の2年生。楓からは「胡桃ちゃん」と呼ばれている。
紫より細身で、胸も紫より小さい。
同級生に秋山澪ファンクラブの会員がいるため、放課後ティータイムの音源を手に入れることができた。

### 顧問
山中さわ子（やまなか さわこ）
声 - 真田アサミ
桜が丘高校の音楽教師で吹奏楽部兼軽音部の顧問。唯たちが3年生のときは唯たちのクラス担任を持っている。
1月31日生まれ（水瓶座）。学生時代から眼鏡を着用しており、楕円レンズのフレームレスを常用している（学生時代は和と同じ赤いアンダーリムを着用していた）。
同校の卒業生であり、唯たち同様自身も在学中は軽音部に所属していたため、部員にとっては先輩でもある。
愛称は「さわちゃん」。律に突発的に「さわちゃん」と呼ばれて以来、その呼び名が定着した。唯も律にならいその呼び名を使い、のちに他の生徒からも親しみを込めてそう呼ばれるようになるが、本人は自身のイメージ悪化を懸念してさわちゃんと呼ばれることを不安視し、不満に思っている。
唯たちから軽音部の顧問になるよう頼まれた際、最初はすでに吹奏楽部の顧問をしていることを理由に断ったが、在学時は軽音部に所属してメタルをやっていた秘密の過去を唯たちに知られてしまい、口止めをさせるために顧問になることを承諾した。やがて放課後に軽音部で出されるお菓子とお茶を目的に部室へ入り浸るようになり、唯たちとは同年代の友達同士であるかのように親しく接している。ただし、それ以外の場所ではきちんと生徒と教師という関係のけじめはつけている。唯たちのバンド名「放課後ティータイム」は、なかなかバンド名を決められない部員に痺れを切らして彼女が命名したものである。
highschoolでも引き続き顧問を務め、梓たちのバンド名「わかばガールズ」を勝手に命名する。この年はクラス担任を任せてもらえなかったことを梓らに愚痴っていた。
美人なうえ、「表向きは」物腰が柔らかいため生徒から人気がある。しかしこれは「先生になったらおしとやかなキャラで通す」と心に決めていたためである。実際はいわゆる腐女子であり、生まれてこのかた男性と付き合ったことはなく、非常に子供っぽく怠惰、かつエキセントリックな性格の持ち主。highschoolではこの性格がより強調されている。またギターを持ったりメガネを外すとメタルをやっていた時代のキャラクターに豹変し、目つきや口調も穏やかなものから鋭いものに変わる。一応は教師としての体裁を気にしているが、結局律たちのノリに乗って遊んでしまうこともしばしば。場合によってはお茶とお菓子を餌にいいように誘導されてしまうほど。
在学中のバンド名は「DEATH DEVIL」。バンドでは「キャサリン」の愛称で呼ばれており、リードギターとボーカルを担当していた。ギターの演奏技術は非常に高く、タッピング・歯ギターなどを軽々とこなすほど。本人は「ブランクはあるけど今の唯ちゃんよりはうまい」程度と謙遜しているが、教師になってからも音楽に関わっていることで、その腕前は衰えていない。アニメでは、学園祭でエピフォン製の白のフライングVを弾いていた。友人の結婚式2次会の場では自らの内なる衝動を抑えられずに「DEATH DEVILのキャサリン」としての勇姿を披露、その結果大多数の生徒に自身の本性がバレたものの、むしろ「かっこよかった」と好意的に受け入れられている。
教師になった理由は高校のときに想いを寄せていた男性の「先生になりたい」という夢に合わせて自分も志したため。また初恋の男性（声 - 神原大地）のタイプが「ワイルドな女性」であったため、彼が理想とするような女性になろうとメタルを始めたが、突き詰めすぎてデスメタルに脱線してしまい「やりすぎ」とドン引きされて失恋した過去がテレビシリーズで語られている。
趣味は自作のコスプレ衣装を部員に着せることで、唯たちが3年生の文化祭ライブでサプライズとして作った衣裳のTシャツは軽音部全員から好評であった。collegeでは唯が撮って送った写真をもとにしてTシャツを作った。
映画版では唯たちが日本に帰国する前日に2日間の日程でロンドン入りし、ジャパンフェスティバルに出場する放課後ティータイムに忍者コスの衣装を用意してきたが、その場で却下された。また、在学当時「DEATH DEVIL」のメンバーと教室で卒業ライブをして堀込先生に怒られているときに他のメンバーは反抗的な態度を表していたが、さわ子だけ涙を見せたという経験から、後半で放課後ティータイムが最後の登校日の朝に教室でのライブを決行した際に、それに気づいて止めに行こうとした堀込先生を必死に阻止しようとしがみついた。

### 主人公たちの関係者
真鍋和（まなべ のどか）
声 - 藤東知夏
桜が丘高校在籍、1年3組→2年1組→3年2組→K大学
12月26日生まれ（山羊座）、身長158cm、体重52kg、血液型はA型。ボーイッシュな茶色いショートヘアと太枠メガネ（テレビシリーズ、および映画〜では赤のアンダーリム）が特徴。3年2組在籍時の出席番号は33番。
唯の幼馴染で幼稚園のころからの付き合い。女性語特有の語尾を付けて話すことが特徴。1年生時より生徒会役員を務めており、3年生時は生徒会長になった。
唯とは対照的に冷静かつ理知的な性格で、学業成績は全般的によく、運動も人並み以上にでき、料理などの家事も得意なうえ、生徒会の仕事やクラスの諸事進行などもそつなくこなすといった、総じて多くの長所を持った人物。だが、テレビシリーズではまれに素でボケる一面も見せた。唯の相談にも乗っていたようで、高校で部活動を薦めたのも彼女である。唯が部活動を始めたことを嬉しく思いつつも、少し淋しい思いもしているようである。唯とは対照的に、あまり感情を見せることがない。
長年の付き合いから唯の扱い方を熟知している。唯から理にかなっていない頼みごとをされると冷静なツッコミを入れてあしらうが、その反面よき理解者でもあり、陰で唯を応援している。他の軽音部メンバーとも1年生時のクリスマス会以降親しくなり、のちに互いに名前で呼び合う仲になった。
卒業する曽我部の後任として、秋山澪ファンクラブの会長を渋々ながら引き継いだ。ファンクラブ会長としての責務をあまり果たしていないことに責任を感じ、ファンクラブ会員のためにお茶会を開いて欲しいと軽音部に頼むなどしている。
生徒会役員という立場上、律が部活に関する各種の届け出を忘れた時にそれを指摘したあと、フォローすることが多い。澪とは2年生時に同じクラスになり、互いに共通点が多いこともあって意気投合した。卒業後の志望校として、唯が目指すN女子大学よりランクの高いK大学を目指すため、卒業後は唯と離れ離れになり、collegeでは帰省した唯と再会したが、のちに留学することになった。
両親と小学生の弟と妹の5人家族。
曽我部恵（そかべ めぐみ）
声 - 児玉明日美
唯たちが2年生時の桜が丘高校の生徒会長。物腰が柔らかで、和から聡明なイメージを持たれていたが、実は澪の熱烈なファン。唯たちが1年時の文化祭後に澪が知らないところで設立された「秋山澪ファンクラブ」の会長でもあった。軽音部で行われているお茶会や飲んでいるお茶の質など、軽音部の内情にも詳しい。
その執着心の強さは、卒業したら澪に会えなくなると思い詰め、澪が2年生時の3学期に彼女をストーキングするという行動に出てしまったほど。のちにバレてしまうも、澪は「やっていたことはアレだけど」と前置きしたうえで曽我部の気持ちに応えるべく、唯の提案で曽我部と和を体育館に呼び出し、そこで曽我部の卒業祝いの軽音部のライブをプレゼントしてもらった。以降は反省し、ストーカーまがいの行為はやめている。久し振りに軽音部のメンバーと再会したときには、驚いた澪が思わず紬の後ろに隠れて震え上がるほどのトラウマになっているが、collegeではそのトラウマは薄れている。卒業後はN女子大学に進学、唯たちが目指すN女子大学に曽我部が在学していることを知った律と交友関係を築いている。また、唯が3年時の文化祭のライブを観に来ていた。唯達がN女子大に進学したときは同じ寮に入寮している。
テレビシリーズでは澪ファンクラブのお茶会が開催され、曽我部も誘われていたが、サークルの北海道旅行と重なったために参加できなかった。そのため、梓が携帯でその様子を撮影し、生徒会を通して写真を貼付したメールを曽我部に送り、本人はその写真を見て喜んでいた。
堀込先生（ほりごめ）
声 - 金谷ヒデユキ
桜が丘高校の古文教師。さわ子の在学時から在職しており、さわ子が高校3年生のときの担任である。
映画版では、登校日の最終日の朝に教室で無許可でライブをしていることに気付き、さわ子に制止されながらも止めに行こうとしたが、唯達の演奏を見て、「お前ら（さわ子の高校時代）のときよりはだいぶかわいくなった」と言って、唯たちのライブを黙認し見守った。
唯の父
声 - 北沢力
唯と憂の父親。眼鏡をかけている。出張などで妻とともに家を空けるだけでなく、クリスマスや年末にも妻と2人で旅行に出かけたりする。澪によると「ラブラブな夫婦」である。長らく澪たちと遭遇することはなかったが、原作では3年時の大学受験当日にようやく対面した。
テレビシリーズでは第1期で律、澪、紬が唯の両親の旅行姿を想像したシーン（テレビシリーズでのセリフはそのシーンのみ）、および第2期で文化祭のとき、憂の後ろの客席から唯の勇姿を見守るシーン（どちらも顔がはっきり写らない）でしか登場しなかったが、映画版にて登場し、唯にコンセントと変圧器を渡している。その後、家族全員で唯の旅行の出発を見送った。
唯の母
声 - 夏樹リオ
唯と憂の母親。唯と憂にそっくりだが、髪の長さが違う（母親の方が髪が長い）。長らく澪たちと遭遇することはなかったが、原作では3年時の大学受験当日にようやく対面した。
テレビシリーズでは第1期で律、澪、紬が唯の両親の旅行姿を想像したシーン（テレビシリーズでのセリフはそのシーンのみ）、および第2期で文化祭の時、憂の後ろの客席から唯の勇姿を見守るシーン（どちらも顔がはっきり写らない）でしか登場しなかったが、映画版にて登場し、唯に旅行向けの英会話集の本を渡している。その後、家族全員で唯の旅行の出発を見送った。なお、映画でもアップの顔は登場せず、引きの小さい顔しか見ることができないが、劇場で発売されたパンフレットには唯の両親の設定画がカラーで掲載されており、顔のアップも見ることができる。
collegeでは、夏休み中に地元に帰省した和の悩み（近況報告として）を聞いていた。和が大学の夏休みに平沢家に来た際、前日までに購入したケーキがなくなっているのを忘れてあわてて買い出しに行ったり、唯の散髪をするとき適当に切るクセがあったりするなど、唯同様天然な節がある。

## 「college」の登場キャラクター
collegeでは、学年のことを一貫して「○回生」（例：2回生という単語は2年生を指す）と表記されている。この「○回生」という用語は関西圏の大学に通学する大学生やそこで勤務する教員や職員のあいだで実際に使用されている用語である。

### 恩那組
N女子大の軽音部（サークル）に入部した3人組の1回生バンド。放課後ティータイム同様、高校時代に3人が軽音部で知り合い、それ以降バンドが結成されている。バンドの雰囲気はストレートなロックバンド。作中でも軽音部の部長である香奈によって放課後ティータイムの「ライバルバンド」の地位とされている。しかし、各メンバーそれぞれは共通点が多く、寮も学年も同じで部屋も近い。互いのバンドの同じパートメンバーが、同じ学部所属でもあることから意気投合し、対立などはせず仲良く大学生活を送っている。なお、放課後ティータイムと違いキーボードメンバーが存在しない。また、後輩メンバーの存在なども描かれていない。
『恩那組』という名は、高校時代に（原作コミックス2巻およびA-1.11）律が「放課後ティータイム」命名前に考えたバンド名とまったく同じ物（漢字表記も同じ）。
和田晶（わだ あきら）
パート：ギター
ショートヘアで所々髪を立て、耳にはイヤリングを付け、チンピラ風の格好で荒っぽい口調をしているのが特徴。
大学の入学式で唯の隣に座ったところ、式中に唯が晶の肩を枕にして眠ってしまったため、スーツの肩に涎のシミをつけられてしまったことが発端で唯と澪と出会う。その夜、寮内の別室が騒がしいことを注意しにいったところ、軽音部への入部を話し合って騒いでいた唯、澪、そして律と紬と対面した。その後、恩那組の3人で軽音部に入部し放課後ティータイムのメンバーと触れ合う機会が増えた。
所属学部は唯と同じ教育学部。
高校時代は今とは逆に髪形はセミロング、性格は女性的、物腰の柔らかい普通の女子高生で、男子部員のあこがれの的であった。軽音部入部のきっかけは憧れの先輩の前田が在籍しているからで、高校の学園祭でのバンドの人気投票で「1位になったら先輩に告白する」と決心して1位を獲得する。告白しようとした矢先、前田の友人が「和田のかわいさだけで人気を取っているのでは」といった趣旨の言葉に前田が同調する姿を見て逃げ出してしまい、翌日髪をバッサリ切り、前田に「かわいさではなく腕前を磨いてプロになって先輩を見返す」と宣言をして現在の状態になった。しかし、突発的に宣言してしまったため、何をすればプロになれるのかわからず、その後の、髪を立ててみる、口調を荒っぽくしてみる、イヤリングをつけてみる、黒い服を多く着てみるなどといった行為や性格の変化のきっかけは、本人が「プロっぽい」と思って始めただけである。その中の「イヤリング」を使用する理由も、ピアスは穴を開けるのが怖いからできない、と女性的な内面も拭い切れていない。また、髪型や使用するギターは前田の好きなミュージシャンの真似であり、現在でも前田への思いは尽きていないことから、律と菖からは「一途キャラ」と称された。
かわいいものに抱き着く習性がある唯が、晶のどこかにかわいさを感じたようで、唯にはしょっちゅう抱き着かれ、また唯と同じ学部で同じ寮のため、いつも寝坊する唯を起こしにいく役になってしまった。
唯が自分のギターを「ギー太」と名付けているのと同じく、自分のギターを「ロザリー」と名付け大切にしている。澪の作詞した「ふわふわ時間」を新歓で聞いたときから内心気に入っており、自室で口ずさんでいるほど。
林幸（はやし さち）
パート：ベース
高身長でロングヘア。物静かな性格で右目の下にホクロがあるのが特徴。
大学に入学した夜、騒がしい部屋を注意しにいった晶が唯に抱きつかれるのを見にきて放課後ティータイムと知り合う。その後、恩那組の3人で軽音部に入部し、放課後ティータイムと触れ合う機会が増加した。
所属学部は澪と同じ学部。そのため、澪とは同じ講義に出席しており、また同じベーシストであることから、それがきっかけで放課後ティータイムの中では澪と一番親しい。合宿の最終日の発表会ではくじ引きで紬と同じバンドとなり、紬がキーボードを準備するのを手伝っている。「恩那組」というバンド名は幸が名付けたものであるが、律は最初、晶が名付けたバンド名と思い込み、晶と自分が同じネーミングセンスであることを嘆いていた。のちに幸の前で、恩那組を「妙ちきりんなバンド名」と発言してしまい、幸は泣いてしまっている。
身長が高いということがコンプレックスで、「背が高くて羨ましい」などと肯定的に言われても、「お姉さんぽい」と言われても「背が高いから」と解釈してしまって落ち込む。落ち込む際は猫背になって縮こまった格好になる。
吉田菖（よしだ あやめ）
パート：ドラムス
ショートヘアでパーマをあてている。とても気さくな性格。
大学入学の夜、幸と一緒に晶を見にいき放課後ティータイムと知り合う。その後、恩那組の3人で軽音部に入部し、放課後ティータイムと触れ合う機会が増加した。
所属学部は律と同じ学部。それが縁となったことや共通点が多いこともあって律とは早くも意気投合、二人で放課後ティータイム、恩那組を巻き込んだ悪ノリなイタズラを引き起こすこともしばしば。恩那組3人でいるときはもっぱら口が悪い晶の「突っ込み」および「いじり」役である。最近では唯が晶になついてしまったため、それができないのがフラストレーション発散にならないのではと思わせる場面もあった。
幸によると「高校時代から流行に敏感」であり、ファッションへのこだわりも強く自前の服を何着も持っている。それを澪に着させることで、ファッションへの興味が薄れていた澪に刺激を与えたこともある。その一方で貧乳であることが大きなコンプレックスになっている。
くじ引きで決まったメンバーと即席バンドを組み、最終日に発表会をする合宿では澪、香奈と同じバンドとなった。
澪と親しくなったのは「放課後ティータイム」「恩那組」が知りあう中で最後だったことから、（澪には）最初から「アヤメ」と呼び捨てで呼ばれた。

### 先輩
吉井香奈（よしい かな）
大学の軽音部（サークル）の部長で4回生。ギタリスト。
軽音部をまとめている部長。苗字は唯たちが入学式の際にもらった軽音部のチラシから、名前は千代の発言から判明している。
放課後ティータイムが初めて部室を訪れた際、大学の軽音部には怖そうな人がいると思い込んでいた澪に「今時そんな人はいない」と言い切ろうとしていたが、恩那組が先に軽音部を訪れており、晶の格好を見てから訂正しているため、N女子大学の軽音部には怖い容姿をした部員やバンドは晶が来るまではいなかったようである。
普段は温厚な性格で、後輩である放課後ティータイムや恩那組のメンバーにも優しく接しているが、唯と晶以外の放課後ティータイム、恩那組のメンバーが学園祭ライブの告知看板を作る1回生の仕事を忘れてサボってしまった際には、唯と晶に怒りを露わにした。また、律が偏ったコマ割りで授業を取っていることがのちに大変な目に合うことを知っておきながら、それをあえて「面白そうだから」と教えないなど、面白いことを優先する性格。そのため、文化祭でのライブが面白くなるからと、放課後ティータイムと恩那組をライバルバンドとし、ライブで人気投票を行い勝負させるという企画を立て実行した。
1回生の「若さ」にまつわる話になると真剣な眼差しで話に割り込んでくるなど、若さに対する執着心がある模様。
部長という立場から、部費の徴収（半期で1万円、年間2万円）や、合宿への参加とその参加費（3万円）の徴収には厳しい。また、「けいおん!」全体を通しても初の「学生キャラクターで成人を迎えている存在」のため、飲酒している場面もある。合宿中は若返ると言われている旅館の温泉に入りながら飲み、合宿最終日の各バンド（この合宿では同じバンドメンバーとは組まず、くじで当たったメンバーとバンドを組むことになっていた。自身は澪、菖と同じバンド）の発表会の時にも飲んでおり、発表会の途中でそのまま酔って眠ってしまっていた。
軽音部の部長であるが、バンド活動は卒業論文や就職活動の忙しさから引退している。しかし、かつては放課後ティータイムのように女子高生の制服をユニフォームとしたコスプレバンドを千代と組んでいた。そのため真のバンド活動引退の理由は「年齢が年齢のため制服姿ではみっともないから」である。何かにつけて「若さ」に敏感なのはこのため。しかし、現在も部室に他の部員がいなくなると制服に着替え、こっそり千代と演奏している。それを知っている1年生は澪のみで、部室に作詞ノートを忘れ、取りに戻ったときに偶然その姿を目撃してしまったのがきっかけである。その腕前は「この大学にはいつプロになってもおかしくないバンドがいる」と晶が噂していたのを聞いていた澪が、二人の制服姿を目撃した際、実際に二人の演奏を聴かせてもらい二人のことであると確信し、同じバンドメンバーの千代もそのような評判が立っていることは自負しているほど。しかし、自身はそんな評判は知らず、制服で演奏することを何よりの楽しみとしている。そのため、千代は「香奈が制服で演奏するこだわりを捨てて、また一緒にバンドを組みたい」と強く望んでいる。
澪に制服姿を観られて以降、制服コスプレバンドを組んでいたことは公にしていないが、制服への愛着心がさらに強まったようで、合宿の際は同じバンドメンバーになった澪と菖に、曲よりも先に発表会での衣装を決めることから始めた。菖が「放課後ティータイムの制服コスプレは可愛かった」と軽く発言した途端、人数分の制服（事前に用意していた）を取り出し、「そこまで言うなら制服で」と強引に制服姿での演奏をさせている。これ以降、唯は香奈のことを、同じように自分の持っている服をよく着させようとしていた「桜が丘高校のさわ子先生のような先輩」と認識している。
廣瀬千代（ひろせ ちよ）
大学の軽音部所属の4回生。ベーシスト。
普段ほとんど香奈と行動をともにしており、かつては香奈と同じ制服コスプレバンドを組んでいた。苗字は紬の発言から、名前は香奈の発言から判明している。
ボーイッシュな格好で一見クールな性格のようであるが、放課後ティータイムが軽音部に入部した早々、律とは仲が良くなり、律に過去問題を渡したり、出席を取らない授業を教えていたりする。また合宿時、律と同じバンドになり、律が失敗した際「廣瀬先輩のベースを弾く姿に見とれていた」という律の冗談にそっぽを向いてしまい、律は怒られたと勘違いしているが、これは照れ隠しであり、本人はこのとき律にほめられたことが非常に嬉しかったとのちに認めている。また律のドラムの腕前も「キックが強くて合わせやすく、問題個所もあるが直せる」と高評価した。しかし、どんなことを言っても表情はあまりかわらない。合宿時は香奈とともに温泉で飲酒をしている。
香奈が制服姿で演奏する際は自身も制服に着替えて演奏している。「いつプロになってもおかしくないバンド」という評判は自負していたものの「評判などはどうでもよかった」とし、香奈と演奏することを楽しみとしている。そのため、香奈が制服コスプレで演奏するこだわりを捨てて、またバンド再結成ができることを強く望んでいる。

## テレビシリーズオリジナルキャラクター

### 第1期・第2期共通
田井中聡（たいなか さとし）
声 - 伊藤実華
律の弟で、中学生。姉の律との姉弟関係は良好である。律によると「反抗期」の中学生らしく、姉の友人（軽音部）が全員で家を訪問した際はトイレに隠れた。姉と幼なじみである澪とは面識があり、「よっ、聡!」と親しく呼ばれている。
映画版では、姉の律に背が伸びたと言われ喜んでいる。なお、このシーンは映画版BD・DVD初回限定版に収録されているキャストコメンタリーによると、聡のキャラクターが好きだった律役の佐藤聡美へのプレゼントとして制作されたものだったことが語られている。
川上（かわかみ）
声 - 中村千絵
放課後ティータイムが初参加したライブハウスのマネージャー。口元にホクロがある。さわ子の同級生であり、彼女もまた元軽音部員であった。
映画版では、イギリス人の知り合いで、新しい回転寿司店の店長への開店祝いのために「ラブ・クライシス」に演奏を依頼し、また「ラブ・クライシス」と「ブラックフリル」にジャパンフェスティバルへの出演を依頼。その後、「ラブ・クライシス」のマキに聞いて、同じくロンドンに来ている放課後ティータイムに国際電話をして、日本の女子高生バンドとしてジャパンフェスティバルへの出演を依頼した。

### 第1期
ラブクライシス
律、澪と同じ中学出身で律の友人、マキが参加しているバンド。その縁から放課後ティータイムをライブハウスでの合同ライブ出演に誘っている。
映画版では川上に、知り合い（イギリス人）がオープンしたロンドンの回転寿司店の開店祝いで演奏することと、ジャパンフェスティバルに出演することを頼まれロンドンに来ていたところ、回転寿司の店員たちが「ラブクライシス」と勘違し演奏させられ店を出た放課後ティータイムと偶然店の入り口で再会した。
マキ
声 - 中尾衣里
「ラブクライシス」のドラム担当。律と澪の同じ中学出身で律の友達。放課後ティータイムをライブハウスのライブ出演に誘っている。
ラブ・クライシスの中では唯一名前がカタカナである。
綾（アヤ）
声 - 仙台エリ
「ラブクライシス」のベース担当。澪の大ファン。演奏の際には複数のエフェクターをつなげて弾く。
詩穂（シホ）
「ラブクライシス」のギター担当。ラブ・クライシスの中では唯一名前が劇中で出ることはなかったが、映画版の絵コンテで、初めて名前が判明した。
ブラックフリル
放課後ティータイムが初参加したライブハウスのライブに出演した二人組の女子高生バンド。
映画版ではジャパンフェスティバルに出演するためにロンドンまで来ていた。メンバーの名前は公式設定で決められていない。
サヤカ、エリ、ルイ
声 - 門田幸子（サヤカ）、西墻由香（エリ）
放課後ティータイムが初参加したライブハウスのライブに出演したバンド「デスバンバンジー」のメンバー。ビジュアル系の出で立ちから軽音部たちから恐そうな印象を抱かれたが、彼女らに気兼ねなく声をかけた唯と打ち解け、澪らとも仲良くなる。
パートはギター・サヤカ、ドラムス・エリ、ベース・ルイ。
あずにゃん2号
声 - 日笠陽子
純が飼っている子猫。1日家を空けなければならなくなった純から梓に預けられた。おとなしくのんびりした普通の猫。名前は梓が勝手に命名したため、正式な名前ではない。

### 第2期
トンちゃん
軽音部が部室の備品を購入しに行ったホームセンターで売られていた子ガメで、品種はスッポンモドキ。部室にあったさわ子の古いギターを売ったお金で1つだけ何か買ってもいい、とさわ子に言われ、唯の提案（と言うよりは勘違い）により梓の後輩の新入部員としてアクアリウム設備つきで購入。鼻が豚に似ているということで唯によって名付けられた。梓よりも唯の方がとても気に入っており、唯によると「鼻にピーナッツを入れたくなるかわいさ」とのこと。つぶらな瞳と大きな鼻の穴がチャームポイントで、軽音部のマスコットキャラクターとして愛されている。おもに梓と紬がエサや掃除などの世話をしており、夏休みの間は梓が家に連れ帰って世話をした。
映画版では唯たちのティーカップを水槽に沈め、トンちゃんが触れたカップで行き先を決めた。
河口紀美（かわぐち のりみ）
声 - 浅川悠
- 使用楽器
  - ギター:B.C.リッチ・ビースト WMD SOB（WSOBGO）

桜が丘高校軽音部のOGで、さわ子の同級生。「DEATH DEVIL」のメンバーで、サイドギターとコーラスを担当。愛称は「クリスティーナ」。在学当時、さわ子とは毎日ギターテクニックで競い合っていた。髪を金髪に染めたボーイッシュなショートカットの美女で、強気な風貌と口調とは裏腹に面倒見のよいジョーク好き。軽音部の同期メンバーが結婚することになり、さわ子に結婚式の2次会でのバンドの演奏を依頼するがなかなかOKしてもらえないため、唯たちに説得を頼んだ。その説得が失敗したことを知ると、現軽音部と一緒に演奏するために唯たちにビジュアルバンドのようなメイクを施した。
桜が丘高校軽音部のOGで、さわ子と紀美とは軽音部の同期メンバー。
一文字とみ（いちもんじ とみ）
声 - 千々松幸子
平沢家の隣の家に住んでいるおばあちゃん。とても温和な性格で、唯や憂、和が幼稚園のころから彼女らを温かく見守ってきた。唯たちからも実の祖母同然に慕われており、唯にも日頃の恩を感じられている。たびたび平沢家におすそ分けもしている。唯が梓を「あずにゃん」と紹介したため、梓は彼女に「あずにゃんさん」と呼ばれた。
唯に商店街の演芸大会への出場を頼み、唯が恩返しとして優勝賞品の温泉旅行をプレゼントしようとしたことが「ゆいあず」の結成のきっかけとなる。マラソン大会では、足をくじいた唯を家に招き、他の軽音部が探しているのをよそに唯はまったり過ごしていた。